# 블러드 시스터즈
《블러드 시스터즈》(영어: The Blood Sisters)는 2018년 방영된 필리핀의 드라마이다.